# Onyeka Joe Agu
Onyeka Joe Agu (26 februari 2004) is een Belgisch basketballer.

## Carrière
Hij begon zijn carrière bij Dynamo Bertem in 2021. Na een seizoen vertrok hij naar derdeklasser Bavi Vilvoorde waar hij twee seizoenen speelde. Hij had in het seizoen 2023/24 een dubbele licentie met Brussels Basketball. Voor het seizoen 2024/25 maakte hij de overstap naar Brussels Basketball maar kwam op dubbele licentie ook nog uit voor Bavi Vilvoorde. Hij maakte zijn debuut in het seizoen 2024/25 in de BNXT League. Hij speelde in zijn eerste seizoen met Brussels 22 wedstrijden.

### Nationale ploeg
In 2024 zat hij voor het eerst in de selectie voor de nationale ploeg.